# My One and Only
My One and Only ist ein Musical, das auf dem Musical Funny Face der Gershwin-Brüder Ira und George aus dem Jahr 1927 basiert. Das neue Buch stammt von Peter Stone und Timothy S. Mayer. Die Uraufführung fand am 1. Mai 1983 im St. James Theatre in New York statt.

## Handlung
Der Texaner Capt. Billy Buck Chandler ist gerade damit beschäftigt alle Vorbereitungen zu treffen, um als erster Pilot allein und nonstop über den Atlantik nach Paris zu fliegen, da verliebt er sich unsterblich in die Exärmelkanaldurchschwimmerin und Engländerin Edith Herbert. Sie ist der Star einer europäischen Wasserballett-Extravaganza/Show, die durch die Vereinigten Staaten tourt. Ihr Chef, der russische Prinz (mit georgisch klingenden Namen) Nicolai Erraclyovitch Tchatchavadze, hält sie allerdings nicht mit Geld, sondern mit schmutzigen Fotos! Diesem Ekel möchte sie natürlicherweise nur allzu gerne entfliehen – und tut dies auch.
Billy Buck muss sich nun zwischen Ruhm und Liebe entscheiden, außerdem ist auch noch seine Mechanikerin Mickey in ihn verliebt. Letzteres Problem löst sich, weil sich Mickey und der Prinz finden – Ersteres durch die Entscheidung nach seiner Liebsten zu suchen. Er findet Edith, nach einem nonstop Flug (vor Lindberghs Ankunft in Paris – aber leider ohne Zeugen!), in Marokko, dem Ort ihrer ersten großen Liebe.
Auch wenn die Geschichte 1927 spielt, so gibt sie doch genügend Anlass in der Epoche des Art déco zu schwelgen, einschließlich Astaire & Rogers-Tanznummern und Busby Berkeley Choreografien.

## Bekannte Musiknummern
- Funny Face
- ’S Wonderful
- He Loves and She Loves
- My One and Only (What Am I Going to Do?)
- How Long Has This Been Going On?

Schlager aus anderen Gershwin-Musicals wurden hinzugefügt, z. B. I Can’t Be Bothered Now, Nice Work If You Can Get It, Sweet and Low-Down, Kickin’ the Clouds Away, Strike Up the Band.